# Museumkwartier
Il Museumkwartier è un quartiere di Amsterdam, che si trova nel distretto di Amsterdam-Zuid.
Il quartiere è racchiuso tra Stadhouderskade, Vondelpark, Emmastraat, Reinier Vinkeleskade e Hobbemakade.
L'area si sviluppò successivamente alla costruzione del Rijksmuseum e prende il nome dal fatto che nel quartiere si trova Museumplein e quindi i principali musei di Amsterdam, come il museo Stedelijk e il museo Van Gogh, oltre al Rijksmuseum. Un'altra attrazione del quartiere è il Concertgebouw.

## Infrastrutture e trasporti
Il quartiere è attraversato dalle linee 2, 3, 5, 12, 16 e 24 della rete tranviaria di Amsterdam.